# Bethlehem (Arkansas)
Bethlehem es un área no incorporada ubicada en el condado de Lonoke en el estado estadounidense de Arkansas.

## Geografía
Bethlehem se encuentra ubicada en las coordenadas 34°56′34″N 91°49′48″O / 34.94278, -91.83000.